# Třída Ismáíla Sámáního (Dušanbe)
Třída Ismáíla Sámáního (tádžicky Хиёбони Исмоили Сомонӣ) je hlavní a rušná třída v hlavním městě Tádžikistánu, Dušanbe. Cca 4 kilometry dlouhá ulice je orientována ve směru západ-východ a má podobu rušné víceproudé komunikace s řadou mimoúrovňových křižovatek. Na této třídě se nachází celá řada hlavních budov jak města Dušanbe, tak i Tádžikistánu jako takového. 

## Trasa
Ulice začíná na rozhraní 92. a 82. mikrorajónu při křižovatce s ulicí B. Ghafurova a pokračuje odtud na východ. V blízkosti řeky Varzob se nacházejí kolem třídy reprezentativní objekty, jako např. Dům kultury a další. Nachází se zde také ZOO Dušanbe. Po překročení řeky pokračuje do místní části Somoni, kde končí u budovy dušanbeské radnice.
Po třídě jezdí trolejbusy.

## Historie
Třída nebyla součástí nejstarší části Dušanbe, resp. tehdejšího Stalinabadu, ale vznikla až později, až se město rozšířilo na druhý břeh řeky Varzob. Okolo druhé světové války zde již stály nízké budovy.
V období existence SSSR se tato ulice jmenovala Putovského prospekt. V 90. letech 20. století byla pojmenována podle Ismaila Sámáního v souvislosti s budováním a zdůrazněním národní identity. Dnes je jednou z nejprestižnějších tříd ve městě a v okolních domech je velmi drahé nájemné bydlení. 
V roce 2019 padlo rozhodnutí vybudovat při této ulici vodní komplex. Mimo jiné se měla uskutečnit i rekonstrukce mostu přes řeku Varzob, nicméně tento projekt nebyl zrealizován.

## Významné objekty
- Národní muzeum Tádžikistánu, č. 11
- Dům kultury Dušanbe (Kochi Navruz), č. 14
- Koncertní sál Kochi Borbad, č. 26
- Palác tenisu, č. 45
- hotel Hyatt Regency Dushanbe, č. 26/1
- Velvyslanectví USA v Tádžikistánu, č. 190A.